# Georg Henning Ecklef
Georg Henning Ecklef, född 3 oktober 1671 i Tønder, död 4 december 1732 i Kiel, var ett Holstein-Gottorpskt etatsråd. Han var far till Carl Friedrich Eckleff.
Georg Henning Ecklef var son till häradsfogden i Tønder Henrik Eckleff. Han inskrevs vid universitetet i Kiel 1682 och tjänstgjorde efter sina studier som krigssekreterare i holstein-gottorpsk tjänst. 1716 blev han kassör och räkenskapsförare vid Georg Heinrich von Görtz finansförvaltning i Sverige. Efter dennes arrestering och avrättning kvarhölls Ecklef i Sverige, under de första 2 1/2 åren i fängsligt förvar. Vid riksdagen 1726-1727 befriades dock Ecklef från allt ansvar, då han endast varit von Görtz anställde och aldrig svensk undersåte. Han erkändes samtidigt en gratifikation på 6 000 daler silvermynt för sina insatser i granskningen av den görtzka administrationens förvaltning. Han återvände därefter till Holstein där han utnämndes till etatsråd och slog sig ned i Kiel, där han sedan levde fram till sin död.